# 피털루 (영화)
《피털루》(영어: Peterloo)는 2018년 개봉한 영국의 역사 드라마 영화이다. 마이크 리가 감독과 각본을 맡았다. 2018년 제75회 베네치아 국제 영화제 경쟁 부문 진출작이다.

## 출연
- 로리 키니어
- 맥신 피크
- 피어스 퀴글리
- 샘 트라우턴
- 앨러스터 매켄지
- 필립 잭슨
- 애덤 롱
- 니코 미랠라그로
- 팀 매키너니
- 매리언 베일리
- 제프 롤
- 데이비드 뱀버
- 리오 빌
- 벤 크럼프턴
- 리 보드먼
- 마크 라이언

## 기타 제작진
- 총괄 제작: 게일 이건, 리지 프랭키
- 미술: 수지 데이비스